# Список міністрів Кабінету Міністрів України
Список персон, які були міністрами Кабінету Міністрів України, керуючими справами Ради Міністрів УРСР з 1917 року.
Поточним міністром Кабінету Міністрів є Олег Немчінов із березня 2020 року.

## Генеральний писар Генерального секретаріату Української Центральної Ради
| №    | Час повноважень                   | Портрет | Ім'я                         |
| 1    | 15 червня 1917 — 21 серпня 1917   |         | Христюк Павло Оникійович     |
| 2    | 21 серпня 1917 — 7 листопада 1917 |         | Лотоцький Олександр Гнатович |
| в.о. | 7 листопада 1917 — 22 січня 1918  |         | Мірний Іван Іванович         |

## Державний писар Ради Міністрів Української Центральної Ради
| №    | Час повноважень                | Портрет | Ім'я                 |
| в.о. | 22 січня 1918 — 29 квітня 1918 |         | Мірний Іван Іванович |

## Державний писар Ради Міністрів Гетьманського уряду України
| №    | Час повноважень               | Портрет | Ім'я                             |
| 1    | 30 квітня 1918 — травень 1918 |         | Гижицький Михайло Львович        |
| в.о. | травень 1918 — липень 1918    |         | Кістяківський Ігор Олександрович |
| 2    | липень 1918 — 14 грудня 1918  |         | Завадський Сергій Володиславович |

## Державний писар Ради Народних Міністрів Директорії України
| №    | Час повноважень                | Портрет | Ім'я                           |
| в.о. | грудень 1918                   |         | Сніжко Ілля Михайлович         |
| 1    | грудень 1918 — 9 квітня 1919   |         | Корчинський Михайло Агафонович |
| в.о. | 9 квітня 1919 — серпень 1919   |         | Лизанівський Іван Миколайович  |
| в.о. | 31 травня 1920 — 13 січня 1921 |         | Оніхімовський Віктор Павлович  |

## Генеральний писар, керуючий справами Народного секретаріату України
| № | Час повноважень           | Портрет | Ім'я                          |
| 1 | грудень 1917 — лютий 1918 |         | Лапчинський Георгій Федорович |

## Керуючий справами Тимчасового робітничо-селянського уряду України
| № | Час повноважень             | Портрет | Ім'я                   |
| 1 | листопад 1918 — січень 1919 |         | Кудрін Іван Михайлович |

## Керуючий справами Ради Народних Комісарів УРСР
| №    | Час повноважень                  | Портрет | Ім'я                            |
| 1    | лютий 1919 — грудень 1919        |         | Грановський Мойсей Лазарович    |
| 2    | грудень 1919 — лютий 1920        |         | Єрмощенко Веніамін Йосипович    |
| 3    | лютий 1920 — травень 1920        |         | Захаров Василь Лаврентійович    |
| 4    | травень 1920 — 1 вересня 1920    |         | Ждан-Пушкін Андрій Миколайович  |
| 5    | 1 вересня 1920 — 1 грудня 1920   |         | Переверзєв Микола Сергійович    |
| 6    | 1 грудня 1920 — серпень 1923     |         | Солодуб Петро Кирилович         |
| 7    | серпень 1923 — січень 1927       |         | Бега Федот Федотович            |
| 8    | січень 1927 — лютий 1932         |         | Касьян Яків Якович              |
| 9    | 11 лютого 1932 — 11 квітня 1933  |         | Легкий Володимир Степанович     |
| 10   | квітень 1933 — червень 1934      |         | Ахматов Лев Соломонович         |
| 11   | червень 1934 — січень 1936       |         | Дроб Григорій Маркович          |
| в.о. | липень 1936 — серпень 1936       |         | Кричевцов Яким Андрійович       |
| в.о. | серпень 1936 — 2 вересня 1936    |         | Йошпе Марк Якович               |
| 12   | 3 вересня 1936 — 2 січня 1937    |         | Гонтар Андрій Тимофійович       |
| 13   | 1 вересня 1937 — 5 травня 1938   |         | Мілько Полікарп Назарович       |
| в.о. | травень 1938                     |         | Горєлов Микола Семенович        |
| 14   | травень 1938 — червень 1940      |         | Шинкарьов Олександр Федорович   |
| в.о. | червень 1940 — грудень 1940      |         | Сулима Сильвестр Тимофійович    |
| 15   | 31 грудня 1940 — 30 липня 1941   |         | Нижник Михайло Терентійович     |
| в.о. | 31 липня 1941 — березень 1942    |         | Улановський Аркадій Бернардович |
| 16   | 8 березня 1942 — 19 березня 1945 |         | Савченко Олександр Іларіонович  |
| 17   | березень 1945 — 25 березня 1946  |         | Власенко Василь Євтихійович     |

## Керуючий справами Ради Міністрів УРСР
| №    | Час повноважень                  | Портрет          | Ім'я                        |
| 18   | 25 березня 1946 — 18 липня 1949  |                  | Власенко Василь Євтихійович |
| в.о. | липень 1949 — квітень 1950       |                  | Джигомон Іван Михайлович    |
| 19   | квітень 1950 — серпень 1954      |                  | Вівдиченко Іван Іванович    |
| 20   | 11 серпня 1954 — травень 1959    |                  | Сірченко Яків Тихонович     |
| 21   | 4 травня 1959 — листопад 1988    |                  | Бойко Костянтин Петрович    |
| 22   | 23 листопада 1988 — травень 1991 | Володимир Пєхота | Пєхота Володимир Юлійович   |

## Державний секретар Кабінету Міністрів України
| № | Час повноважень           | Портрет          | Ім'я                      |
| 1 | травень 1991 — лютий 1992 | Володимир Пєхота | Пєхота Володимир Юлійович |

## Міністри Кабінету Міністрів України
| № | Час повноважень                | Портрет               | Ім'я                              |
| 1 | лютий 1992 — жовтень 1992      | Володимир Пєхота      | Пєхота Володимир Юлійович         |
| 2 | 16 жовтня 1992 — 2 квітня 1993 |                       | Лобов Анатолій Костянтинович      |
| 3 | квітень 1993 — вересень 1993   | Валерій Пустовойтенко | Пустовойтенко Валерій Павлович    |
| 4 | вересень 1993 — липень 1994    |                       | Доценко Іван Пилипович            |
| 5 | липень 1994 — липень 1997      | Валерій Пустовойтенко | Пустовойтенко Валерій Павлович    |
| 6 | 25 липня 1997 — грудень 1999   | Анатолій Толстоухов   | Толстоухов Анатолій Володимирович |

## Урядові секретарі Кабінету Міністрів України
| № | Час повноважень              | Портрет             | Ім'я                              |
| 6 | грудень — 20 грудня 1999     | Анатолій Толстоухов | Толстоухов Анатолій Володимирович |
| 7 | грудень 1999 — 7 червня 2001 |                     | Лисицький Віктор Іванович         |

## Державні секретарі Кабінету Міністрів України
| № | Час повноважень                | Портрет         | Ім'я                       |
| 8 | 30 травня 2001 — 3 червня 2003 | Володимир Яцуба | Яцуба Володимир Григорович |

## Міністри Кабінету Міністрів України
| №    | Час повноважень                   | Портрет              | Ім'я                              |
| 8    | 3 червня 2003 — 9 липня 2003      | Володимир Яцуба      | Яцуба Володимир Григорович        |
| 9    | 31 липня 2003 — 29 січня 2005     | Анатолій Толстоухов  | Толстоухов Анатолій Володимирович |
| 10   | 23 березня 2005 — 27 вересня 2005 | Петро Крупко         | Крупко Петро Миколайович          |
| 11   | 27 вересня 2005 — 4 серпня 2006   | Богдан Буца          | Буца Богдан Еманоїлович           |
| 12   | 4 серпня 2006 — 18 грудня 2007    | Анатолій Толстоухов  | Толстоухов Анатолій Володимирович |
| 13   | 18 грудня 2007 — 11 березня 2010  | Петро Крупко         | Крупко Петро Миколайович          |
| 14   | 11 березня 2010 — 9 грудня 2010   | Анатолій Толстоухов  | Толстоухов Анатолій Володимирович |
| 15   | 24 грудня 2012 — 4 липня 2013     | Олена Лукаш          | Лукаш Олена Леонідівна            |
| в.о. | 4 липня 2013 — 27 лютого 2014     | Владислав Забарський | Забарський Владислав Валерійович  |
| 16   | 27 лютого 2014 — 2 грудня 2014    | Остап Семерак        | Семерак Остап Михайлович          |
| 17   | 2 грудня 2014 — 14 квітня 2016    | Ганна Онищенко       | Онищенко Ганна Володимирівна      |
| 18   | 14 квітня 2016 — 29 серпня 2019   | Олександр Саєнко     | Саєнко Олександр Сергійович       |
| 19   | 29 серпня 2019 — 4 березня 2020   | Дмитро Дубілет       | Дубілет Дмитро Олександрович      |
| 20   | 4 березня 2020 —17 липня 2025     | Олег Немчінов        | Немчінов Олег Миколайович         |